# Friedrich Wilhelm Zimmermann
Friedrich Wilhelm Zimmermann (* 5. April 1826 in Gordemitz; † 26. Februar 1887 in München) war ein deutscher Kupferstecher.

## Familie
Friedrich Wilhelm Zimmermann war der Sohn des Karl Ehrenfried von Zimmermann und seiner zweiten Ehefrau Henriette Amalie Taube. Sein Vater war preußischer Hauptzollamtsrendant in Gordemitz und Mitbesitzer von Rehnsdorf, Obergersdorf und Dobrigau (Dobrig). Friedrich von Zimmermann war sein Onkel väterlicherseits.
1865 heiratete Zimmermann Anna Lange in Zeitz. Nach dem Tod seiner ersten Frau, heiratete er 1881 in München Coelestine Christiane Erdmuthe Thaeter, eine Tochter seines Lehrers Julius Thaeter.

## Werdegang
Seinen ersten Unterricht als Kupferstecher erhielt Zimmermann bei Lazarus Gottlieb Sichling in Leipzig. Weiteren Unterricht erhielt er bei Moritz Steinla in Dresden. 1853 besuchte er Paris und ließ sich 1854 schließlich in München nieder. Dort schloss er bei Julius Thaeter an der Akademie der Bildenden Künste seine Ausbildung ab. Durch Thaeter fand Zimmermann zum Kartonstich.
Zu seinen Werken gehören unter anderem die Stiche nach Guido Reni, Pompeo Batoni, Julius Schnorr von Carolsfeld und Karl Becker. Besonders hervorzuheben ist Zimmermanns Stich „Einzug Kaiser Ludwig’s des Baiern in München“ nach Bernhard von Nehers Freskobild, das er in einer Breite von 142 Zentimeter bei 18 Zentimeter Höhe anfertigte. An diesem Stich arbeitete Zimmermann vier Jahre, ehe es 1881 fertiggestellt war.
1887 starb Zimmermann an einem „Lungenleiden“ (womöglich Tuberkulose) in München. Dort ist er auf dem Alten Südfriedhof begraben.